# Sericulus chrysocephalus
Sericulus chrysocephalus е вид птица от семейство Ptilonorhynchidae.

## Разпространение
Видът е разпространен в Австралия.